# Kim Collins
Kim Collins (Saint Peter Basseterre, 5 april 1976) is een sprinter uit Saint Kitts en Nevis. Hij is gespecialiseerd in de 60 m, 100 m, 200 m en de 4 x 100 m estafette. In 2003 werd hij wereldkampioen op de 100 m. Hij nam achtmaal deel aan de wereldkampioenschappen atletiek en vijfmaal aan de Olympische Spelen. Hij heeft in zijn carrière tien maal onder de 10,00 s gelopen op de 100 m (peildatum september 2016).

## Biografie

### Eerste succes
In 1995 won Collins een zilveren medaille op de Pan-Amerikaanse jeugdkampioenschappen. Met 10,4 werd hij verslagen door de Canadees Dave Tomlin, die de wedstrijd in 10,1 won.
Zijn debuut op een grote internationale wedstrijd maakte hij in 1997 op de wereldkampioenschappen in Athene. Hier werd hij echter in de voorrondes vrij snel uitgeschakeld. Maar Collins verbeterde zich snel en op de Olympische Spelen van Sydney in 2000 was hij de eerste atleet van het kleine Caraïbische staatje Saint Kitts en Nevis, die zich voor de finale wist te plaatsen. Hij eindigde op de zevende plaats. In het jaar erop behaalde hij zijn eerste WK-medaille door brons te winnen op de 200 m.

### Wereldkampioen
Collins won in 2002 in het Engelse Manchester de 100 m op de Gemenebestspelen, nadat twee concurrenten door blessures uitgeschakeld waren. Met een tijd van 9,98 versloeg hij de Nigeriaan Uchenna Emedolu (zilver) en de Canadees Pierre Browne (brons). Na de wedstrijd testte hij positief op doping. Collins mocht echter zijn medaille houden toen bleek, dat de aangetroffen stof aanwezig was door zijn jarenlange gebruik van medicijnen voor astma. Omdat hij dit tevoren niet aan de medische commissie had gemeld, kreeg hij een waarschuwing.
Het jaar 2003 begon hij met een zilveren medaille op de wereldindoorkampioenschappen in Birmingham. Met 6,53 finishte hij achter de Amerikaan Justin Gatlin (goud) en voor de Brit Jason Gardener (brons).
Op de WK van 2003 in Parijs behaalde Kim Collins de grootste overwinning van zijn sportcarrière. Doordat olympisch en wereldkampioen Maurice Greene in de finale ontbrak (gesneuveld in de halve finale), was de wedstrijd compleet open. De vier snelste atleten finishten slechts 0,02 seconden van elkaar, waarbij Collins tot wereldkampioen werd uitgeroepen. Hij werd hiermee de eerste wereldkampioen van zijn land.

### Helsinki en Osaka
In 2005 deed hij in het Finse Helsinki mee op de 100 m bij de WK. Na moeilijk door de voorrondes te zijn gekomen, eiste Collins in de finale het brons op achter de Amerikaan Justin Gatlin (goud) en de Jamaicaan Michael Frater (zilver). Hij finishte in 10,05 (dezelfde tijd als Frater). Op de WK van 2007 in Osaka werd hij in de halve finale met 10,21 uitgeschakeld.

### Olympische Spelen Peking
Kim Collins begon het olympische jaar 2008 uitstekend door op de WK indoor in Valencia een zilveren medaille te veroveren op de 60 m in 6,54. Op de Olympische Spelen van 2008 in Peking sneuvelde hij echter in de halve finale van de 100 m met een tijd van 10,05 s, toch zijn beste jaartijd. Op de 200 m bereikte Collins wel de finale en werd hij uiteindelijk als zesde geklasseerd, nadat hij in eerste instantie als achtste was gefinisht. Na afloop van de finalerace werden echter de Antilliaan Churandy Martina (aanvankelijk tweede) en de Amerikaan Wallace Spearmon (aanvankelijk derde) gediskwalificeerd, omdat ze beiden buiten hun baan zouden hebben gelopen.

### Berlijn en einde carrière
In 2009 deed Collins voor de zevende maal mee aan de WK. Hij kon echter niet meestrijden voor de medailles: hij kwam bij zowel de 100 m als de 200 m niet verder dan de kwartfinales. Een maand later, in september 2009, besloot Collins zich terug te trekken uit de internationale atletiek. Hij deed dit onder meer, omdat hij zo meer bij zijn familie kon zijn.
Collins kon zich niet helemaal aan zijn aankondiging houden en deed toch aan enkele wedstrijden mee, waaronder de Russian Winter Meeting, waar hij de 60 m won. Vooral in 2011 kwamen zijn prestaties weer in de buurt van zijn persoonlijke records: hij kwam tot 10,00 s op de 100 m, en hij verbeterde zijn record tot 6,50 op de 60 m. Hij nam ook deel aan de WK van Daegu, waar hij verrassend een medaille wist te veroveren. Op de 100 m eindigde hij achter Yohan Blake en Walter Dix op een derde plek, door het ontbreken van de favoriet Usain Bolt die een valse start maakte. De finale van de 200 m bereikte hij niet. Hij behaalde zijn tweede podiumplek bij de 4 x 100 m estafette, waar het team van Saint Kitts en Nevis door het uitvallen van de teams van Verenigde Staten en Groot-Brittannië derde kon worden.

### Olympische Spelen van Londen
De Olympische Spelen van Londen in 2012 zouden Collins' vijfde Spelen worden, maar uiteindelijk werd hij uitgesloten van het kampioenschap. Naar eigen zeggen kwam dit, omdat hij zijn vrouw opzocht, maar volgens het olympisch comité van Saint Kitts en Nevis was dit, omdat hij niet reageerde op pogingen om hem te bereiken.

### Na de Spelen van Londen
Toch bleef Collins hierna gewoon doorgaan met sprinten op hoog niveau. Hij deed niet mee aan de WK in Moskou, maar liep dat jaar in Lausanne wel een persoonlijk record van 9,97. In 2014 verbrak hij dat opnieuw, naar 9,96. Hij liep de 100 m op de WK van 2015, waar hij strandde in de series.
In mei 2016 verbaasde Collins de wereld door op 40-jarige leeftijd zijn persoonlijk record verder aan te scherpen naar 9,93. Hij nam vervolgens voor de vijfde keer deel aan de Olympische Spelen in Rio, waar hij werd uitgeschakeld in de halve finales.
In 2018 deed Collins voor het laatst mee aan een wereldkampioenschap. Hij werd 24e in de serie van de 60 meter op het WK indoor, in de halve finale startte hij niet meer. Later dat jaar liet Collins weten definitief te stoppen met topsport.

## Titels
- Wereldkampioen 100 m - 2003
- Gemenebestkampioen 100 m - 2002
- Centraal-Amerikaans en Caribisch kampioen 100 m - 2001, 2003
- Centraal-Amerikaans en Caribisch kampioen 200 m - 2001
- Noord-Amerikaans kampioen 100 m - 2000
- Noord-Amerikaans kampioen 200 m - 2000
- NCAA-indookampioen division I 100 m - 2001
- NCAA-indoorkampioen division I 200 m - 2001

## Persoonlijke records
Outdoor
| Onderdeel | Prestatie          | Datum           | Plaats   |
| --------- | ------------------ | --------------- | -------- |
| 100 m     | 9,93 s (+1,9 m/s)  | 29 mei 2016     | Bottrop  |
| 200 m     | 20,20 s (+0,1 m/s) | 9 augustus 2001 | Edmonton |

Indoor
| Onderdeel | Prestatie | Datum            | Plaats       |
| --------- | --------- | ---------------- | ------------ |
| 50 m      | 5,75 s    | 10 februari 2009 | Liévin       |
| 55 m      | 6,24 s    | 24 februari 2001 | Reno         |
| 60 m      | 6,48 s    | 1 februari 2015  | Moskou       |
| 200 m     | 20,52 s   | 10 maart 2000    | Fayetteville |

## Palmares

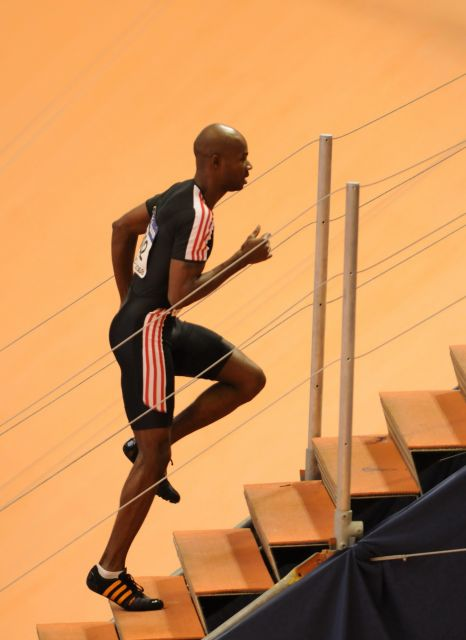
Collins tijdens de WK indoor in 2008

### 60 m
- 2003:  WK indoor - 6,53 s
- 2008:  WK indoor - 6,54 s
- 2016: 8e WK indoor - 6,56 s
- 2018: 24e in serie WK indoor - 6,77 s

### 100 m
Kampioenschappen
- 1995:  Pan-Amerikaanse jeugdkamp. - 10,4 s
- 1995:  Carifta Games - 10,75 s
- 2000: 7e OS - 10,17 s
- 2001: 5e WK - 10,07 s
- 2002:  Gemenebestspelen - 9,98 s
- 2002:  Wereldbeker - 10,06 s
- 2002:  Grand Prix Finale - 9,98 s
- 2003:  WK - 10,07 s
- 2003: 5e Wereldatletiekfinale - 10,13 s
- 2004: 6e OS - 10,00 s
- 2004: 5e Wereldatletiekfinale - 10,26 s
- 2005:  WK - 10,05 s
- 2007: 5e ½ fin. WK - 10,21 s
- 2008: 5e ½ fin. OS - 10,05 s
- 2009: 8e FBK Games - 10,30 s
- 2011:  WK - 10,09 s
- 2011:  Pan-Amerikaanse Spelen - 10,04 s
- 2012: DNS OS
- 2015: 5e in serie WK - 10,16 s
- 2016: 6e in ½ fin. OS - 10,12 s

Golden League-podiumplekken
- 2002:  Golden Gala – 10,05 s
- 2002:  Herculis – 10,13 s
- 2002:  ISTAF – 10,15 s
- 2002:  Weltklasse Zürich – 10,10 s
- 2002:  Memorial Van Damme – 10,01 s
- 2003:  Weltklasse Zürich – 9,99 s
- 2004:  Golden Gala – 10,21 s
- 2008:  ISTAF – 10,12 s

Diamond League-podiumplekken
- 2013:  Sainsbury’s Grand Prix – 10,06 s
- 2014:  Meeting Areva – 10,10 s

### 200 m
- 2001:  WK - 20,20 s
- 2000: 5e ½ fin. OS - 20,57 s
- 2008: 6e OS - 20,59 s
- 2011: 4e ½ fin. WK - 20,64 s

### 4 x 100 m estafette
- 2011:  WK - 38,49 s

1983 Carl Lewis ·
1987 Carl Lewis ·
1991 Carl Lewis ·
1993 Linford Christie ·
1995 Donovan Bailey ·
1997 Maurice Greene ·
1999 Maurice Greene ·
2001 Maurice Greene ·
2003 Kim Collins ·
2005 Justin Gatlin ·
2007 Tyson Gay ·
2009 Usain Bolt ·
2011 Yohan Blake ·
2013 Usain Bolt ·
2015 Usain Bolt ·
2017 Justin Gatlin ·
2019 Christian Coleman · 
2022 Fred Kerley · 
2023 Noah Lyles